# 天使のミラクル/あなたに一番効く薬
『天使のミラクル/あなたに一番効く薬』（てんしのみらくる、あなたにいちばんきくくすり、英名：Angel of Miracle and The Medicine That Works Best for You）は、1985年3月25日に徳間ジャパンから発売、徳間コミュニケーションズから販売された太田貴子の6thレコード。レーベルはジャパンレコードで7JAS-27。ジャッケト撮影は大山文彦。

## 概要

### 天使のミラクル
サンデーズとして出演しているNHKの「レッツゴーヤング」で歌唱したことがあるが、レッツゴーヤングオリジナルではない。

### あなたに一番効く薬
太田貴子がヒロインを務めた「魔法の天使クリィミーマミ」のOVAであるミュージッククリップ集「ラブリーセレナーデ」にマミの新曲として収録された挿入歌。
大胆なレオタード姿のマミのダンスから始まり、優と俊夫の想いを描いていく映像は望月智充、伊藤和典の構成・演出、古瀬登のアニメ制作によるもの。

## 収録内容
| 全作詞: 友井久美子、全編曲: 難波正司。 |                        |            |          |      |
| #                                      | タイトル               | 作詞       | 作曲     | 時間 |
| 1.                                     | 「天使のミラクル」     | 友井久美子 | 織田哲郎 | 3:18 |
| 2.                                     | 「あなたに一番効く薬」 | 友井久美子 | 松田良   | 3:28 |
| 合計時間:                              | 合計時間:              | 合計時間:  | 6:46     |      |

## 収録アルバム
- CREAMY TAKAKO SPECIAL（両曲とも、1985年6月25日）
- Long Good-bye（両曲とも、1985年7月25日）
- み・ん・な GENKI!（2のみ、1985年11月25日）
- 魔法の天使クリィミーマミ  SONG BOOK・カーテンコール（2のみ、1986年2月25日）

## カヴァーしたアーティスト
天使のミラクル
- 井口裕香 - 「魔法の天使クリィミーマミ 公式トリビュートアルバム」に収録（2011年2月9日）

あなたに一番効く薬
- 中村千絵 - 「魔法の天使クリィミーマミ 公式トリビュートアルバム」に収録（2011年2月9日）